# 順德聯誼總會李金小學
順德聯誼總會李金小學（英語：Shun Tak Fraternal Association Lee Kam Primary School）為一所屯門區的全日制津貼小學，由順德聯誼總會於2011年創立，前身為該機構在區內另外兩間小學的下午校。

## 歷史
此校前身為順德聯誼總會何日東小學下午校，以及順德聯誼總會胡少渠紀念小學下午校。於2002年，兩校正式申請現址的用地作轉全日制之用，有關申請於2003年初獲得受理。
然而，由於適齡學童數量減少，此校的建設計劃曾一度被政府凍結，並且被減至24班規模。
直至2006年，兩校合併及轉全日制的計劃正式解凍，並且恢復最初30班的規模。兩年後，此校連同毗鄰另一學校的建設計劃正式交付立法會表決，隨後動工。
至2011年，隨著新校舍在同年8月29日落成交付，上述兩校正式在現址合併，成為李金小學。

## 校舍
此校為一座後千禧校舍，佔地5,291平方米，設有30間課室及各種特別室。此校與鄰近的另一校舍，一併由建築署的高級建築師胡子民為首團隊設計，當中此校校舍曾於2012年獲得香港建築師學會年獎的「境內優異獎」，但毗鄰校舍並無獲獎。兩校均由保華建業集團承建。

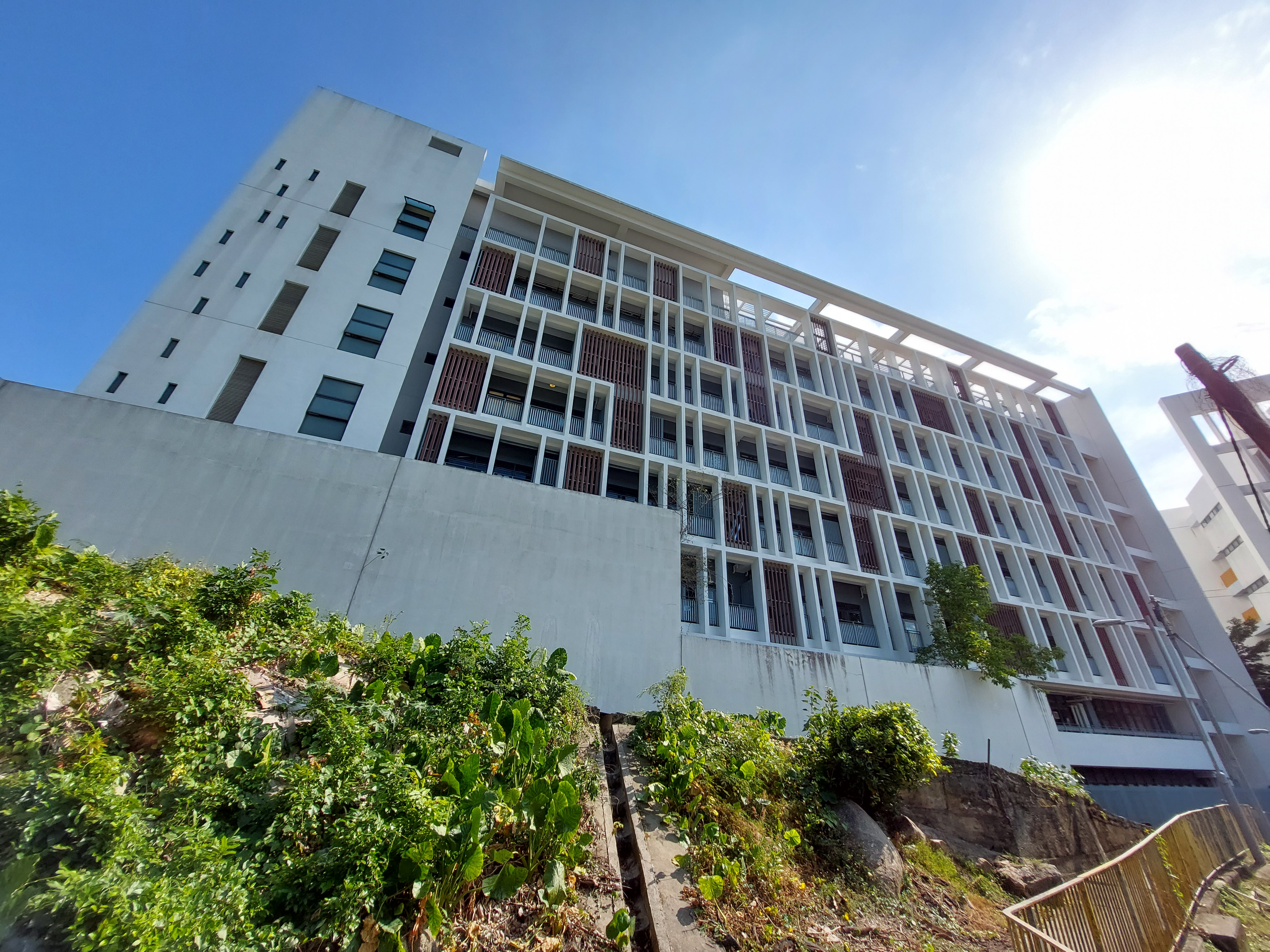
校舍西面
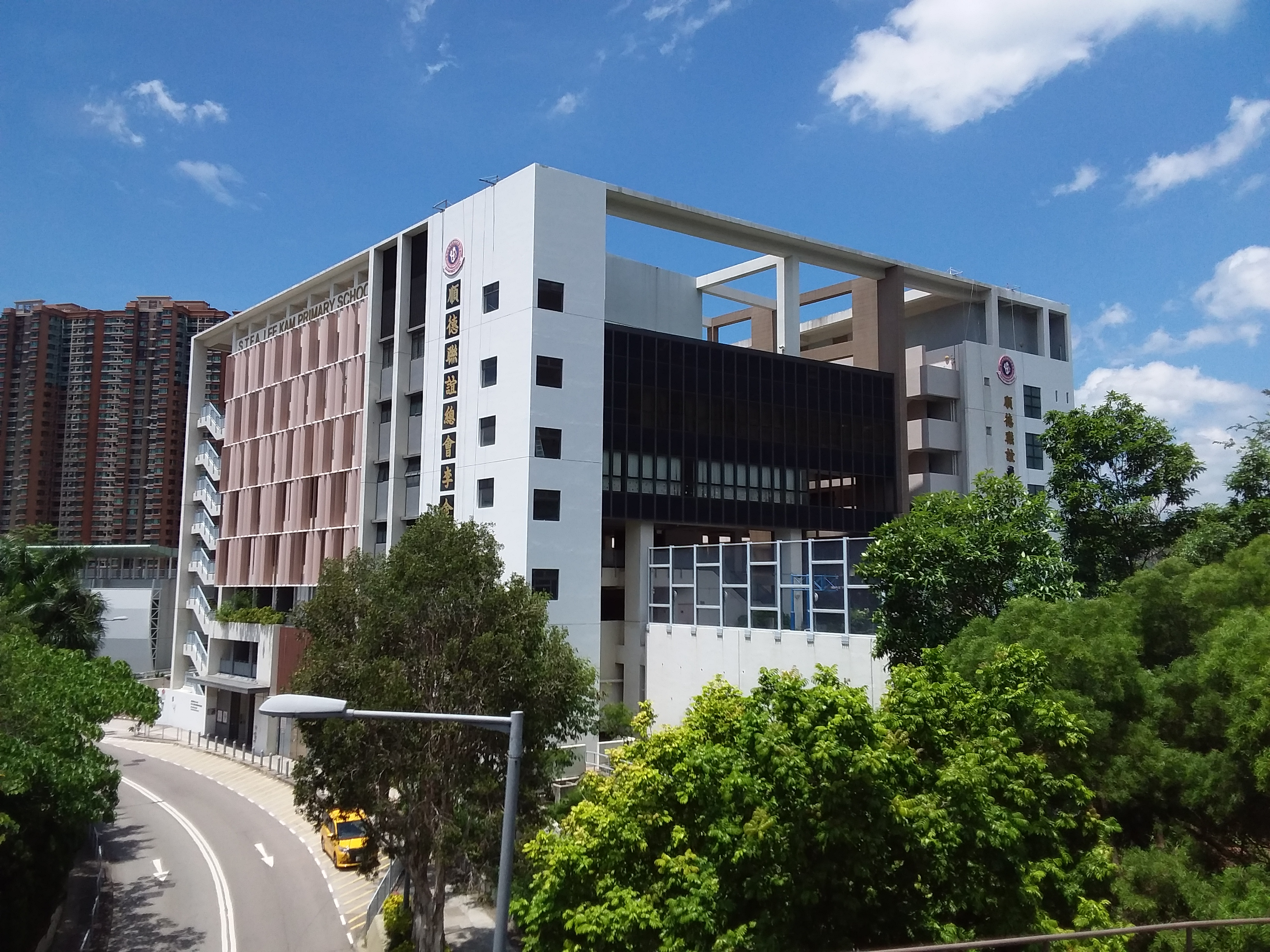
校舍北面，鄰近屯門公路
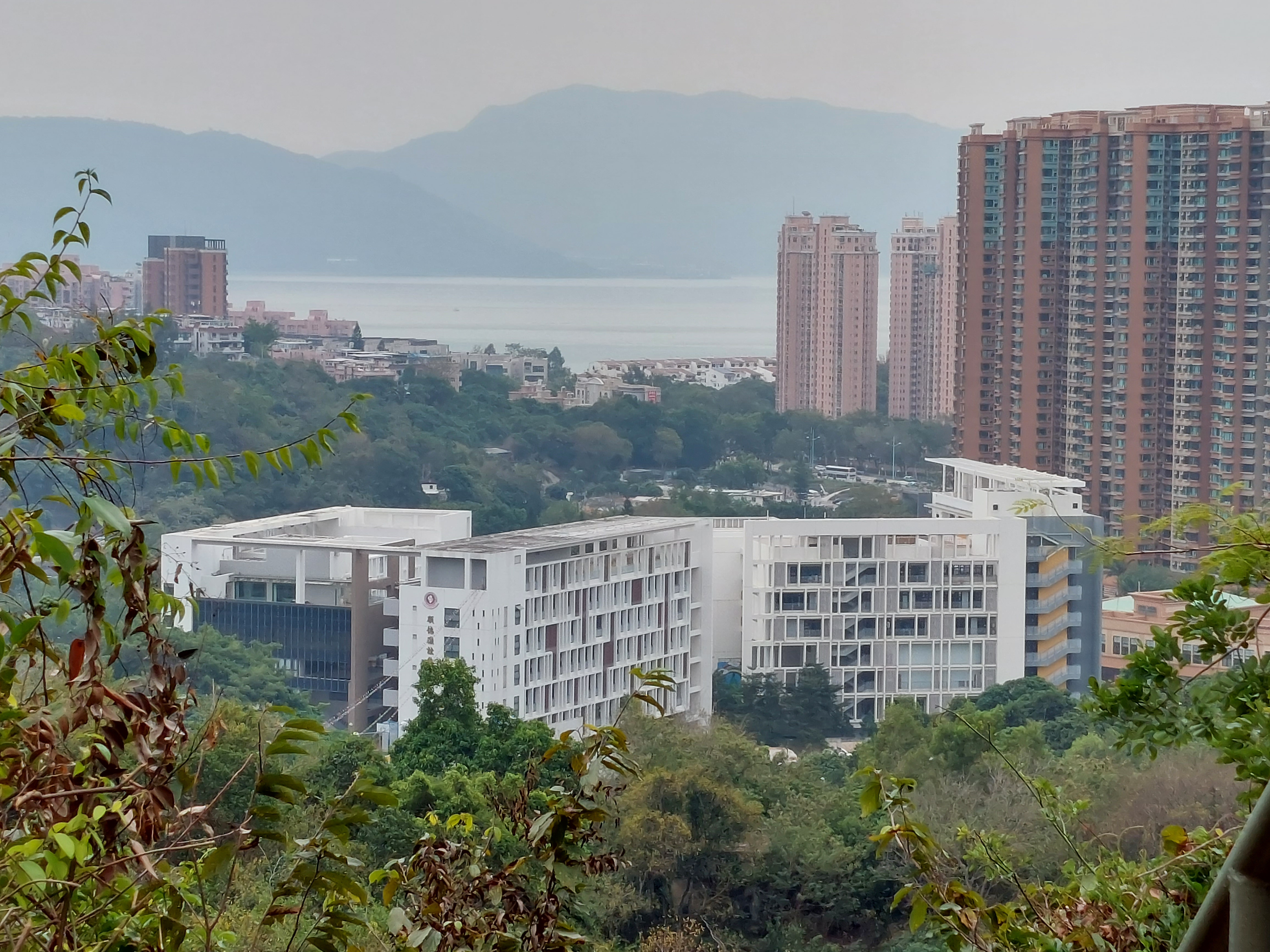
山上角度（圖左為李金小學校舍）

## 聯繫
此校與同區的順德聯誼總會梁銶琚中學及順德聯誼總會譚伯羽中學結為聯繫學校，兩校的25%中一學額預留予屯門區內的順德聯誼總會小學（包括此校）學生就讀。

## 歷任校長
- 林珮玲女士（2023年起，現任校長；曾任順德聯誼總會李金小學副校長，順德聯誼總會何日東小學下午校副校長，及東華三院王余家潔紀念小學課程主任等）
- 蘇碧婷女士（2011年起，前任及創校校長[7]；曾任順德聯誼總會何日東小學下午校校長，東華三院王余家潔紀念小學創校校長，及東華三院鄧肇堅小學下午校校長等）

## 外部連結
- 順德聯誼總會李金小學官方網頁